# 나이츠 코너
나이츠 코너(영어:  Knights Corner)는 고성능 컴퓨팅을 위한 인텔 마이크 아키텍처(영어:  Intel MIC(Many Integrated Core) Architecture )기반의 첫 상용제품으로 예상된다. 22nm 공정기술로 50개 이상의 코어가 집적될 것이라고 발표되었다. 인텔 MIC 아키텍처는 그래픽 카드용 라라비 프로젝트와 48개 코어가 집적된 싱글 칩 클라우드 컴퓨터의 연구결과로 개발되었다

## 특징
- 첫 인텔 MIC 아키텍처 기반 제품
- 22nm 공정기술
- 50개 이상의 인텔 아키텍처 코어

## 같이 보기
- 나이츠 페리
- 인텔 마이크 아키텍처
- 싱글 칩 클라우드 컴퓨터